# Hundrede års ensomhed
Hundrede års ensomhed (originaltitel Cien años de soledad) er en roman af Gabriel García Márquez. Da den udkom i juni 1967, var han 39 år og havde endnu aldrig tjent penge på sine bøger. Men denne nye bog blev en salgssucces i løbet af den første uge efter udgivelsen og har været det lige siden.
På ét plan er Hundrede års ensomhed en slægtsroman om familien Buendía i den fiktive landsby Macondo; men der er meget mere i den. F.eks. er den en filosofisk roman, der beskæftiger sig med spørgsmålet om, hvad tid er. Og den er et af de mest udprægede eksempler på magisk realisme. Men først og fremmest er den en overdådig historie med mange små historier indeni.
Romanen er optaget på listen "Det 20. århundredes 100 bøger ifølge Le Monde".
| Bog | Spire Denne artikel om bøger og tidsskrifter er en spire som bør udbygges. Du er velkommen til at hjælpe Wikipedia ved at udvide den. |